# کیپ می (نیوجرسی)
کیپ می (به انگلیسی: Cape May) شهری در ایالت نیوجرسی کشور ایالات متحده آمریکا است که جمعیت آن در سرشماری سال ۲۰۱۰ میلادی، ۳٬۶۰۷ نفر بوده‌است.